# Polygala tenuis
Polygala tenuis är en jungfrulinsväxtart som beskrevs av Dc.. Polygala tenuis ingår i släktet jungfrulinssläktet, och familjen jungfrulinsväxter. Inga underarter finns listade i Catalogue of Life.